# Thiên hoàng Kenzō
Thiên hoàng Kenzō (顕宗天皇, Kenzō-tennō, Hiển Tông Thiên hoàng) 顕宗天皇, hay Kenzo okimi, còn được gọi theo thụy là Hoằng Kế Thiên Hoàng (弘計天皇), là Thiên hoàng thứ 23 của Nhật Bản theo Danh sách Nhật hoàng truyền thống. Không có ngày tháng chắc chắn về cuộc đời và thời đại của Thiên hoàng này. Kenzō được cho là đã trị vì đất nước vào cuối thế kỷ 5, nhưng rất hiếm thông tin về ông. Các học giả chỉ còn biết than phiền rằng vào thời điểm này, chưa có đủ cứ liệu để thẩm tra và nghiên cứu thêm.

Trang mẫu này từ Nihon Ōdai Ichiran (1834) thể hiện ghi chép đầu tiên về cuộc đời và triều đại của Thiên hoàng Kenzō có ở phương Tây. Bản tiếng Pháp này do Hayashi Gahō dịch từ biên niên sử 7 tập của Hoàng gia, lần đầu được ấn hành ở kinh đô Kyoto năm 1652 và được in lại vào đầu thế kỷ 19, là tác phẩm tham khảo tiêu chuẩn cho các học giả thời Mạc phủ Tokugawa.

Hoàng tử Ōke, sau này trở thành Thiên hoàng Kenzō, được cho là cháu nội của Thiên hoàng Richū, và là con trai của Ichinobe-no Oshiwa. Ông có lẽ còn khá trẻ khi Thiên hoàng Yūryaku bắn mũi tên giết chết cha mình trong một chuyến đi săn; và điều này khiến Hoàng tử Ōke và anh trai, Hoàng tử Woke, chạy tháo thân. Họ trú ẩn ở Akasi, tỉnh Harima bằng cách ẩn cư không ai biết đến. Lịch sử tù thời kỳ này nói rằng hai anh em cố hòa đồng vào cộng đồng thôn dã này bằng cách giả làm người chăn nuôi gia súc.
Người ta nói rằng Hoàng tử xứ Harima tình cờ đến Akasi; và vào lúc đó, Hoàng tử Ōke hé lộ thân phận thật của mình. Người trung gian này tái giới thiệu người anh em họ thất lạc của Thiên hoàng Seinei, người vừa mới lên ngai vàng sau khi vua cha Yūryaku qua đời. Seinei mời 2 anh em về lại triều đình; và nhận cả hai người làm con nuôi và người kế vị.
Khi vua Seinei qua đời, ông không có người kế vị nào khác ngoài hai Hoàng tử Ōke và Woke, mà cha họ đã bị Yūryaku giết. Lúc này, Ōke muốn anh trai mình trở thành Thiên hoàng; nhưng Woke từ chối. Hai người không thể đồng thuận với nhau.
Các đại thần trong triều nhấn mạnh rằng một trong hai người phải tiếp nhận ngôi báu; nhưng cuối cùng, Woke cứng rắng hơn. Hoàng tử Ōke đồng ý lên ngôi; và Kenzō cuối cùng được tuyên bố là Thiên hoàng – tạo ra sự khuây khỏa cho những người phải chịu đựng thời kỳ bất ổn này.

## Triều đại của Kenzō
Người ta ghi lại rằng kinh đô được đặt tại Chikatsu Asuka no Yatsuri no Miya (近飛鳥八釣宮, ちかつあすかのやつりのみや) ở tỉnh Yamato. Vị trí của cung điện được cho rằng ở nơi ngày nay là tỉnh Osaka hay tỉnh Nara.
Murray cho rằng sự kiện trọng đại duy nhất dưới triều Kenzō là chữ hiếu ông thể hiện với người cha bị giết của mình. Thiên hoàng Kenzō sắp xếp tìm lại di hài của cha mình và cải táng trong một lăng mộ xứng đáng với con trai một Thiên hoàng và là cha của một Thiên hoàng khác.
Hiển Tông qua đời ở tuổi 38, trị vì vỏn vẹn có 3 năm. Ông cũng không có người kế vị; vì vậy người anh trai của ông sẽ lên nối ngôi.